# Maestro! Jump in Music
Maestro! Jump in Music est un jeu vidéo de rythme édité par Neko Entertainment et développé par Pastagames, sorti en Europe le 6 novembre 2009. Une version réduite à 12 niveaux a été éditée par Bulkypix sur iOS sous le titre Maestro: Green Groove.

## Histoire
Un monde de musique, où les habitants jouent des instruments ou chantent du matin au soir. 
Presto et Staccato sont voisins, et arrive alors un pingouin bleu, Bella, et les deux en tombent amoureux et essayent de la séduire.
Bella aime bien le rythme de Staccato mais elle tombe sous le charme de Presto.
Alors l'araignée Staccato, jalouse, rend tous les habitants de la planète muets !
Presto va tenter de sauver le monde et de battre l'araignée.

## Système de jeu
Par des mouvements du stylet sur l'écran tactile de la console, le joueur doit faire vibrer les cordes musicales sur lesquelles avance le personnage de Presto, un oiseau rose. Un mouvement du stylet orienté vers le bas fait sauter l'oiseau, tandis qu'un mouvement orienté vers le haut le fait tomber de la corde.
Au fil de l'aventure, divers mouvements sont ajoutés, comme devoir frapper une ou plusieurs fois un ennemi à un moment précis, gratter une corde le plus de fois possible, ou bien faire des cercles sur un vortex.
Les combats contre le boss (Staccato, une araignée guitariste) s'apparente à un jeu de Simon, où il est nécessaire de reproduire plusieurs séries de notes en rythme pour le vaincre.

## Réalisation

### Musique
Les pistes musicales du jeu sont de styles très variés et vont de la musique classique à la pop, en passant par des chansons traditionnelles. Chaque «monde» du jeu correspond à un thème auquel sont adaptés les graphismes du jeu et les musiques jouées.
Les mélodies ont été adaptées pour la DS par Yubaba, précédemment responsable de la bande-son de Soul Bubbles de Mekensleep, ainsi que Nervous Brickdown et Big Bang Mini d'Arkedo.
Green Grove
- Symphonie n° 5 de Ludwig van Beethoven
- Symphonie du nouveau monde de Antonín Dvořák
- Our House de Madness
- Sakura sakura, chant traditionnel japonais

Purple Sonata
- Petite fugue de Johann Sebastian Bach
- Petite musique de nuit de Wolfgang Amadeus Mozart
- ABC des Jackson Five
- Vent frais, vent du matin, chant traditionnel français

Yellow Allegro
- 'O Sole Mio d'Eduardo Di Capua
- The House of the Rising Sun de The Animals
- Les Quatre Saisons d'Antonio Vivaldi
- Greensleeves, chant traditionnel britannique

Indigo Flow
- Gymnopédie n°1 d'Erik Satie
- Casse-noisette de Piotr Ilitch Tchaïkovski
- I Put a Spell on You de Screamin' Jay Hawkins
- Otchi tchiornie (Les Yeux noirs), chant traditionnel russe

Black out Beats
- Danse Hongroise de Johannes Brahms
- Peer Gynt de Edvard Grieg
- Les Sept Mercenaires de Elmer Bernstein
- L'amour est un oiseau rebelle, chant traditionnel repris dans Carmen de Georges Bizet

Red Hot tempo
- Fame de Michael Gore et Dean Pitchford
- Le Bon, la Brute et le Truand de Ennio Morricone
- Asturias de Isaac Albéniz
- When the Saints Go Marching In, chant traditionnel américain

## Accueil

### Distinction
- Milthon 2009 de la meilleure bande-son.